# 송경의
송경의(1967년 12월 19일 ~ )는 대한민국의 배우이다.

## 학력
- 신구대학 방사선과

## 출연작

### 영화
- 《십개월의 미래》 (2021년) - 성태 역
- 《내일의 기억》 (2021년) - 심사관 역
- 《방문객》 (2019년) - 수리공 역
- 《아이 캔 스피크》 (2017년) - 타부서 1 역
- 《재심》 (2017년) - 국선변호사 역
- 《치외법권》 (2015년) - 차장검사 2 역
- 《내 마음의 고향》 (2014년) - 주지 스님 역
- 《동학, 수운 최제우》 (2012년) - 조영화 역
- 《내 깡패 같은 애인》 (2010년) - 송 과장 역
- 《시》 (2010년) - 강 노인 큰아들 역
- 《슬픔보다 더 슬픈 이야기》 (2009년) - 의사 2 역
- 《세븐 데이즈》 (2007년) - 판사 3 역
- 《헬로! 애기씨》 (2007년)
- 《아침 또 아침》 (1999년) - 형 역
- 《똑바로 살아라》 (1997년) - 국세청 직원들 역

### 드라마
- 《신성한, 이혼》 (JTBC, 2023년) - 판사 역
- 《키마이라》 (2021년, OCN) - 박인상 역
- 《보이스 3》 (2019년, OCN) - 의사 역
- 《리갈 하이》 (2019년, JTBC)
- 《뷰티 인사이드》 (2018년, JTBC) - 의사 역
- 《무법 변호사》 (2018년, tvN)
- 《스위치 - 세상을 바꿔라》 (2018년, SBS)
- 《라이브》 (2018년, tvN)
- 《크로스》 (2018년, tvN)
- 《이름 없는 여자》 (2017년, KBS2) - 공장장 역
- 《낭만닥터 김사부》 (2016년, SBS) - 헬기닥터 역
- 《옥중화》 (2016년, MBC)
- 《월계수 양복점 신사들》 (2016년, KBS2)
- 《함부로 애틋하게》 (2016년, KBS2)
- 《내 사위의 여자》 (2016년, SBS) - 박태호 담당의사 역
- 《욱씨남정기》 (2016년, JTBC)
- 《화려한 유혹》 (2016년, MBC)
- 《딱 너 같은 딸》 (2015년, MBC) - 홍애자의 주치의 역
- 《화정》 (2015년, MBC)
- 《미녀의 탄생》 (2014년~2015년, SBS) - 이사 역
- 《괜찮아, 사랑이야》 (2014년, SBS) - 분노조절장애 환자 역
- 《개과천선》 (2014년, MBC) - 은행임원 역
- 《너희들은 포위됐다》 (2014년, SBS) - 의사 역
- 《잘났어, 정말!》 (2013년, MBC) - 의사 역
- 《왕가네 식구들》 (2013년, KBS2) - 상무 역
- 《KBS 드라마 스페셜 - 내 낡은 지갑 속의 기억》 (2013년, KBS2) - 의사 역
- 《옥탑방 왕세자》 (2012년, SBS) - 의사 역
- 《시티헌터》 (2011년, SBS) - 이 의원의 비서 역
- 《파라다이스 목장》 (2011년, SBS) - 동사무소 직원 역
- 《산 너머 남촌에는》 (2011년, KBS1) - 친구 역
- 《파트너》 (2009년, KBS2) - 의사 역
- 《뉴하트》 (2007년, MBC) - 사회복지과 과장 역
- 《별순검 시즌1》 (2007년, MBC 드라마넷) - 판사 역
- 《커피프린스 1호점》 (2007년, MBC) - 카페 사장 역
- 《헬로! 애기씨》 (2007년, KBS2) - 종가집 전문 대출 사기꾼 역
- 《환상의 커플》 (2006년, MBC) - 애견샵 주인 역
- 《맨발의 사랑》 (2006년, SBS) - 형사 역